# فیلم اوک‌هی
فیلم اوک‌هی (کره‌ای: 옥희의 영화؛ انگلیسی: Oki's Movie) یک فیلم درام محصول سال ۲۰۱۰ کره جنوبی به نویسندگی و کارگردانی هونگ سانگ سو است. در این فیلم لی سون کیون، جونگ یو می و مون سونگ گون ایفای نقش کردند.

## بازیگران
- لی سون کیون در نقش نام جین‌گو
- جونگ یو می در نقش جونگ اوک‌هی
- مون سونگ گون در نقش سونگ